# Olga Kopetzky
Olga Kopetzky (* 21. April 1870 in Prag; † 13. Oktober 1928 in München) war eine deutsch-böhmische Malerin und Illustratorin. Sie malte Genrebilder, Landschaften und Stillleben. Weiters war sie als Dekorationsmalerin tätig und gestaltete Exlibris.

## Leben
Olga Kopetzky war eine Tochter des Zeichenlehrers und Freizeitmalers Alois Kopetzky (* 1835). Sie wuchs zunächst in der böhmischen Stadt Kuttenberg auf. Gefördert von ihrem Vater begann sie sich früh für Kunst zu interessieren und erhielt mit sechs Jahren ersten Zeichenunterricht. Später zog die Familie nach Kremsier in Mähren, wo Alois Kopetzky eine Stelle als Realschullehrer antrat.
Da in ihrer Heimat wenig Möglichkeiten für eine künstlerische Ausbildung bestanden, ging Olga Kopetzky 1888 nach Wien. Zunächst besuchte sie das Atelier für Kunstgewerbe und Maltechniken am Wiener Frauen-Erwerb-Verein unter Leitung des Historienmalers Rudolf Geyling (1839–1904). Später studierte sie an der Kunstgewerbeschule des k. k. österreichischen Museums für Kunst und Industrie in Wien, wo sie eine Schülerin der Maler Rudolf Rössler, Karl Karger und Rudolf Ribarz war. Ihre weiteren Studien wurden durch Stipendien der Gesellschaft zur Förderung deutscher Wissenschaft, Kunst und Literatur in Böhmen unterstützt (1893, 1895).
Kopetzky beschickte einige Weihnachtsausstellungen des Wiener Frauen-Erwerb-Vereins und im Österreichischen Museum. 1891 erhielt sie auf einer Kunstausstellung in Triest eine Medaille für einen Fächer mit figuraler Malerei, die bis dahin ihr Hauptbetätigungsfeld war. 1892 weckte eine Studienreise durch Dalmatien ihr Interesse an der Landschaftsmalerei. 1893 präsentierte sie im Wiener Künstlerhaus das Stillleben Dalmatinischer Hausrat, das anschließend auch in Prag ausgestellt wurde.
Um 1893 war Kopetzky in Wien hauptsächlich als Dekorationsmalerin tätig. Sie wohnte in der Sofienbrückengasse 30 im 3. Bezirk. Bald darauf zog sie nach München. 1898 wird sie in einem Adressbuch als in der Schellingstraße 37 wohnhafte Stilllebenmalerin geführt. Von dem Vereinsjahr 1894/95 bis mindestens 1919/20 war sie ordentliches Mitglied des Münchner Künstlerinnenvereins.
Nach der Jahrhundertwende war Kopetzky auch als Illustratorin tätig. Sie gestaltete mehrere Kinderbücher und illustrierte zwei Publikationen von Paul Carus. Für die Illustrationen zu seinem Buch The Gospel of Buddha benötigte sie laut eigenen Angaben drei Jahre, davon verbrachte sie ein Jahr mit Recherchen über den Buddhismus in Fachliteratur, Museen und Ausstellungen. Das Werk erschien in mehreren Auflagen und deutscher Übersetzung (Evangelium des Buddha). 1914 nahm Kopetzky mit The Gospel of Buddha, ihren Kinderbüchern und einigen für diese als Grundlage dienenden Originalarbeiten an der Bugra-Sonderausstellung „Die Frau im Buchgewerbe und in der Graphik“ in Leipzig teil.
Olga Kopetzky starb 1928 im Alter von 58 Jahren in München.

## Werke (Auswahl)

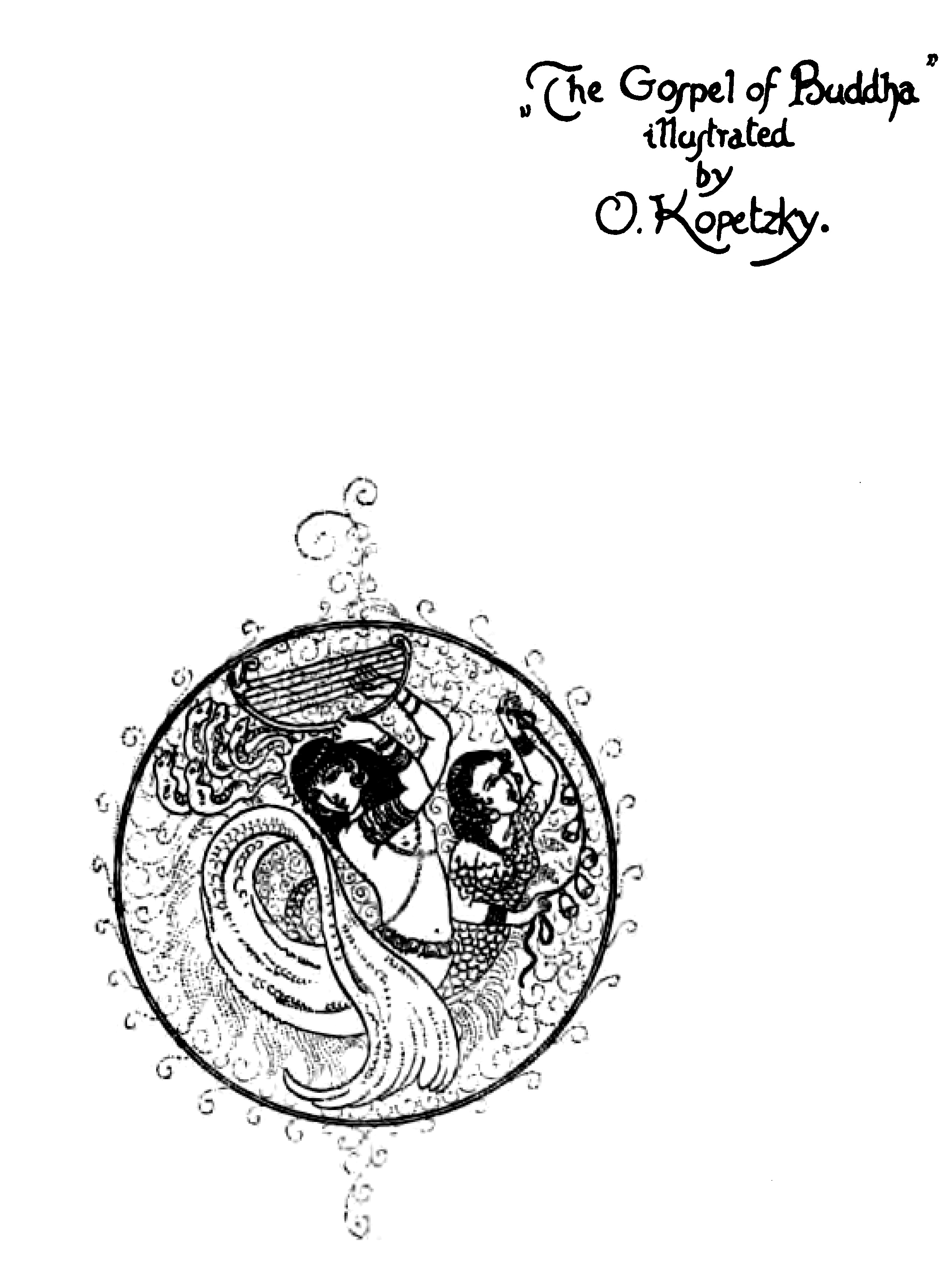
Illustration aus The Gospel of Buddha (1917)

### Exlibris
- Mein Buch Pfarrer Daumiller, Klischee, ca. 103 × 89 mm, schwarzweiß, Kreuzritter mit brennender Kerze, auf offenem Buch nach rechts reitend, Gutenberg-Museum
- John Daken, Lithografie, ca. 74 × 82 mm, zweifarbig auf beige, 1915, signiert, auf Foliant knieender weiblicher Akt nach rechts Darstellung eines Gerippes betrachtend, darunter kleines Paar (Flötender und Zuhörerin), Gutenberg-Museum
- Dr. Karl Grundauer, Klischee, ca. 102 × 80 mm, schwarzweiß, signiert, Tod (mit Geige und Notenband) und fliehendes Mädchen, Gutenberg-Museum
- Dr. Gerhard Hammer, Klischee, ca. 60 × 48 mm, schwarzweiß, Arzt mit Hammer gegen Tod (als Sensenmann) vorgehend, Gutenberg-Museum
- Bruno Henschke, Klischee, 111 × 60 mm, schwarzweiß, signiert, drei treppenartig aufeinanderliegende Folianten, darauf Spinnerin, Näherin, Weber und Kaufmann, Gutenberg-Museum
- Res Rieder, Klischee, 81 × 71 mm, schwarz auf grau, auf Büchern mit Rose stehender Hund, nach rechts, Gutenberg-Museum[10]
- Wilhelm Freiherr von Guttenberg und seine Frau Anna, das Familienwappen auf zwei übereinandergelegte Büchern, Mädchen mit Blumenkranz im Haar sitzt lesend auf dem oberen Buch; Jüngling mit federgeschmücktem Hut und Speer hinter sich haltend, schreitet lesend nach hinten.[11]

### Weitere Einzelwerke der Grafik und Malerei
- Fächer mit figürlicher Malerei, 1893 Medaille bei Ausstellung in Triest
- Dalmatinischer Hausrat (Stillleben), Ausstellung 1893 Wiener Künstlerhaus
- Flieder, 1903, Gewerbemuseum Innsbruck[12]
- Schmetterling Königstochter begleitet von den Rittern Reichtum und Macht finden den Knaben (aus dem Schmetterlingskönig, Märchen von Olga Kopetzky), farbige Zeichnung, 1914 Bugra
- Stillleben mit Orangen und Zitronen, Öl auf Leinwand, 44 × 53 cm, oben rechts signiert „O. Kopetzky“
- Alte Waffen[13]

### Illustrationen und Buchschmuck
- Neue Kinder-Lieder. Komponiert von M. Eichhorn. Buchschmuck von Olga Kopetzky. Theodor Stroefers Kunstverlag, Nürnberg 1907.
- Paul Carus: The Philosopher's Martyrdom. A satire. Illustrationen von Olga Kopetzky. Open Court Publishing Company, Chicago 1908.
- Das Nürnberger ABC! Bild und Wort. Acht Kartonblätter mit farbigen Illustrationen. Attenkofer, Straubing 1912 (online).
- Königin Ligo. Ein Märchen in Wort und Bild. Mit farblithographierten Illustrationen. Theodor Stroefers Kunstverlag, Nürnberg um 1915.
- Paul Carus: The Gospel of Buddha. Illustrationen von Olga Kopetzky. Open Court Publishing Company, Chicago 1915 (online).
  - Das Evangelium des Buddha: Nach alten Quellen erzählt. 2. deutsche Auflage. Von Karl Seidenstücker. Open Court Publishing Company, Chicago 1919.

## Ausstellungen (Auswahl)
- 1891: Wiener Künstlerclub
- 1893: Weihnachtsausstellung Wiener Künstlerhaus
- 1894: Prager Kunstausstellung
- 1894: Weihnachtsausstellung „Concordia“, Wien
- 1903: Gewerbemuseum Innsbruck
- 1914: Internationale Ausstellung für Buchgewerbe und Graphik („Die Frau im Buchgewerbe und in der Graphik“), Leipzig